# プジョー・5008
プジョー・5008は、プジョーが製造・販売するミニバン（初代）またはSUV（2代目以降）である。

## 初代 T87型 (2009年 - 2016年)
2009年、初代シトロエン・グランドC4ピカソのコンポーネンツを流用した3列シートミニバンとして登場。
当初はMTのみだった。6速ATの登場を機に、日本市場でも2013年2月から販売が開始された。

### 日本での販売
2013年2月25日、販売開始。プジョーブランドとして、日本市場に初めて導入されるミニバンとなる。ラインナップは「5008プレミアム」と「5008シエロ」の2種類で、1.6L直列4気筒ターボエンジンに6速ATを組み合わせ、前輪を駆動する。
2014年2月18日、マイナーチェンジを発表、同年3月3日に販売開始。フロントマスクにはLEDポジションランプが内蔵されたフロントヘッドライトやクロムで縁取られたフォグランプを採用。また、グリルの上部に「PEUGEOT」のレタリングを配した。

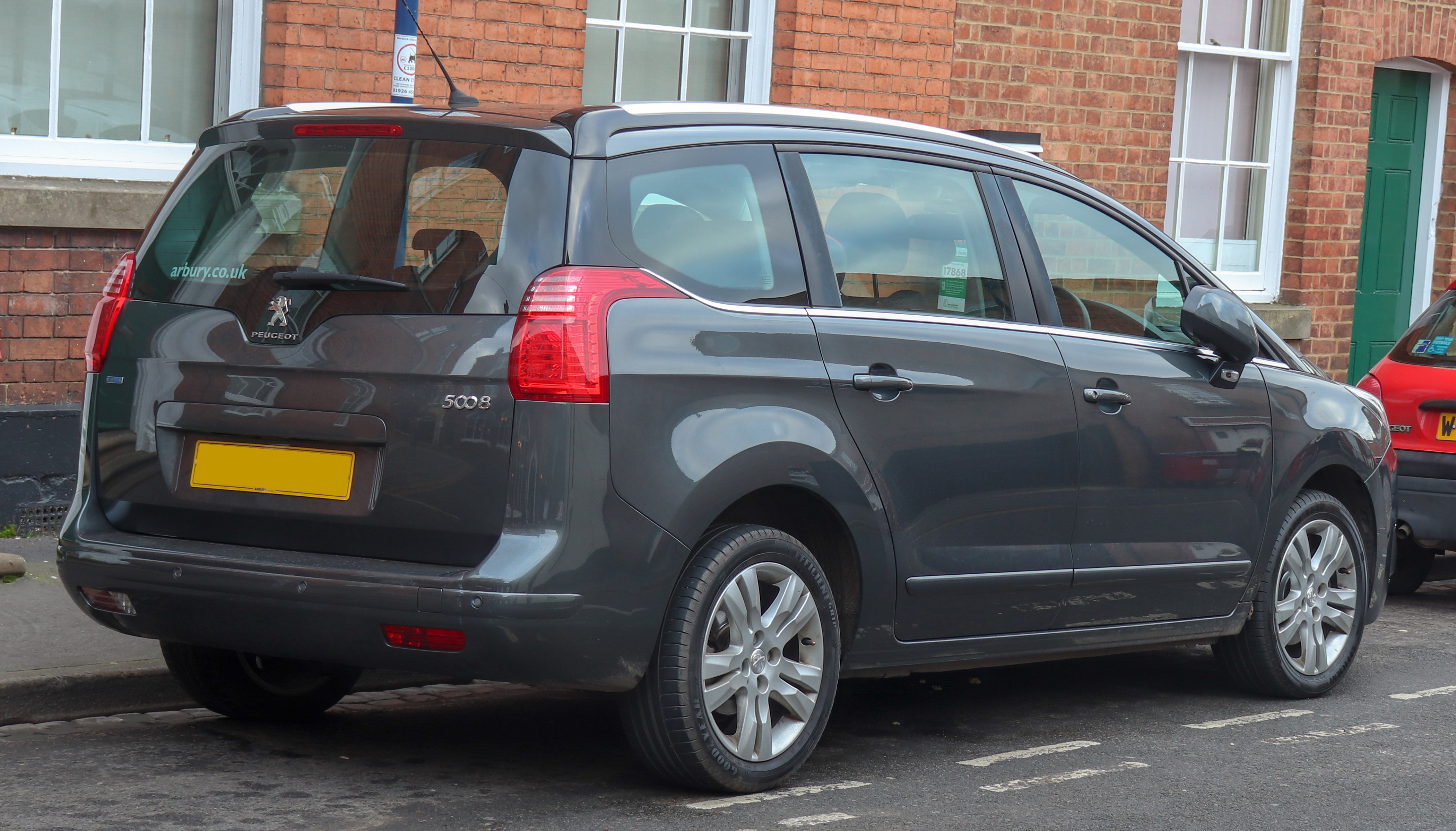
リア（後期型）

## 2代目 P87型 (2017年 - 2024年)

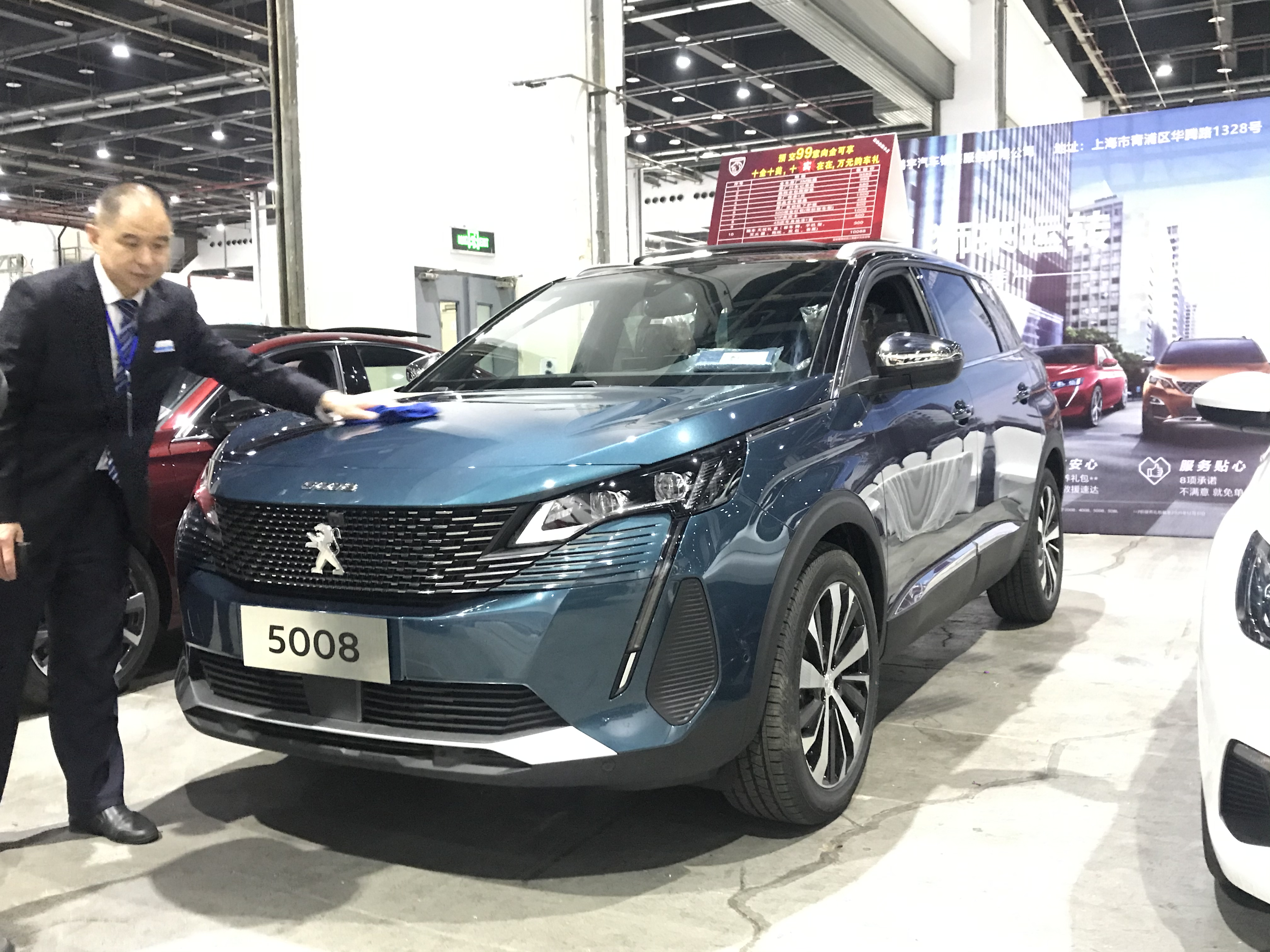
後期型フロント中国仕様

2016年9月29日から開催されたパリモーターショーにて初公開。先代のミニバンスタイルから一転、SUVスタイルへと変更された。ただし、4WDはなくFFのみである。EMP2プラットフォーム採用の2代目3008をベースにホイールベースを165mm延長している。先代同様3列シートである。また2列目は3座独立シートである。なお、DSオートモビルズのDS 7クロスバックは5008をベースとした兄弟車である。
インテリアには「i-Cockpit」を導入。人間工学に基づいたヘッドアップインストルメントパネルやタッチスクリーンも採用されている。

### 日本での販売
2017年4月に3008とともに発表され、同年秋の発売予定とアナウンスされた。ラインナップは1.6Lガソリンターボエンジンを搭載した「アリュール」と2.0Lディーゼルターボエンジンを搭載した「GT BlueHDi」の2種を予定。
2017年9月25日、販売開始。導入されるのは、「アリュール」と「GT BlueHDi」の2種類で、前者には1.6Lターボガソリンエンジンが、後者には2.0Lターボディーゼルエンジンが搭載される。共にトランスミッションには「EAT6」と呼ばれる6速ATが組み合わされ、駆動方式はFFのみとなる。
2018年7月19日、クリーンディーゼル搭載グレードについて、従来の6速ATから8速ATへと代わった。
2018年11月29日、特別仕様車「5008 CROSSCITY（クロスシティー）」を発表し、同日販売を開始。悪路走破性を向上させるアドバンスドグリップコントロール（ヒルディセントコントロール付き）やアルカンターラとテップレザーのコンビシート、ハンズフリー電動テールゲートなどを装備する。
2019年5月21日、改良型ガソリンエンジンを搭載した「アリュール」を発売。従来の1.6L直列4気筒「ピュアテック」ガソリンエンジンを改良し、欧州新排ガス規制ユーロ6.2に対応。従来型比で最高出力15ps、最大トルク10Nm向上し、最高出力180ps、最大トルク250Nmを発揮する。アイシン・エィ・ダブリュ製の8速ATは3つのドライブモードが選択可能で、エコモードでは条件が整った際、アクセルオフ時にクラッチを切り燃費改善を図る。
2019年12月9日、特別仕様車「GTラインBlueHDi」を設定し、同日販売開始。
2020年6月1日、特別仕様車「CROSSCITY（クロスシティー）BlueHDi」を設定し、同日販売を開始。悪路走破性を向上させるアドバンスドグリップコントロール（ヒルディセントコントロール付き）やアルカンターラとテップレザーのコンビシート、ハンズフリー電動テールゲートなどを装備する。
2021年1月27日、大幅なマイナーチェンジを行い、販売開始。シートを刷新することで乗り心地と、質感が向上。1.6Lガソリンターボエンジンは燃費性能を改善し、WLTCモードで15.6km/L（旧13.4km/L）、JC08モードで17.5km/Lと大幅にアップした。エクステリアでは、フレームレスなフロントグリルや新世代プジョー共通の「セイバー（サーベルの意）」と呼ばれる牙状のLEDデイタイムライトを採用した。ラインナップは2.0L直列4気筒ディーゼルターボエンジンが「アリュールBlueHDi」「GT BlueHDi」の2種、1.6L直列4気筒ガソリンターボエンジン「GT」の計3種類。
2021年7月20日、特別仕様車「Red Nappa（レッドナッパ）」を設定し、同日販売開始。「GT BlueHDi」をベースに、赤いナッパレザーシートとオープンポア仕上げのモダンなウッドパネルを設えた内装が特徴。
2023年3月7日、「GT BlueHDiブラックパック」を200台限定で発売。ブラックパーツでスタイリッシュさを演出している。

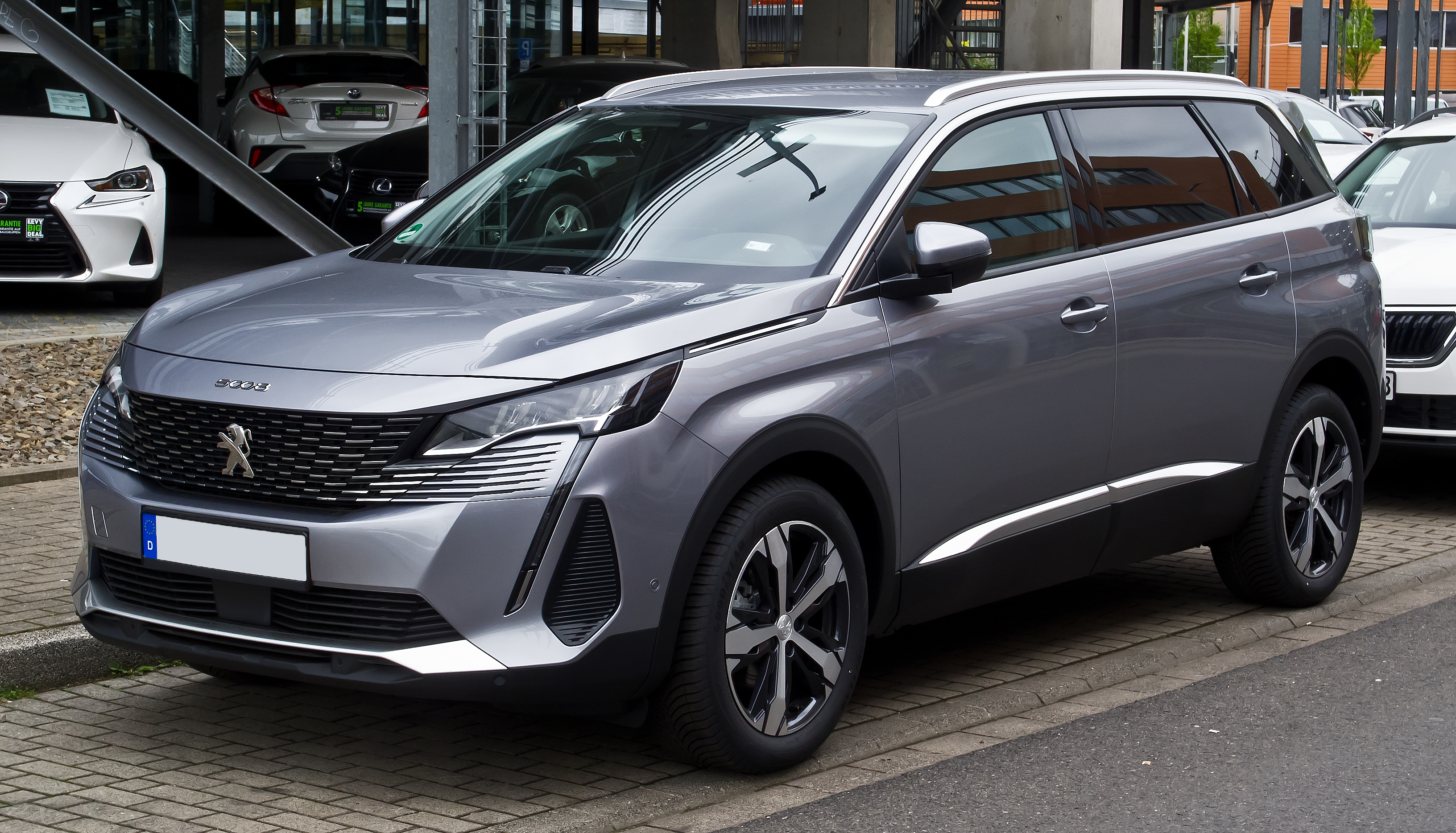
2021年改良型
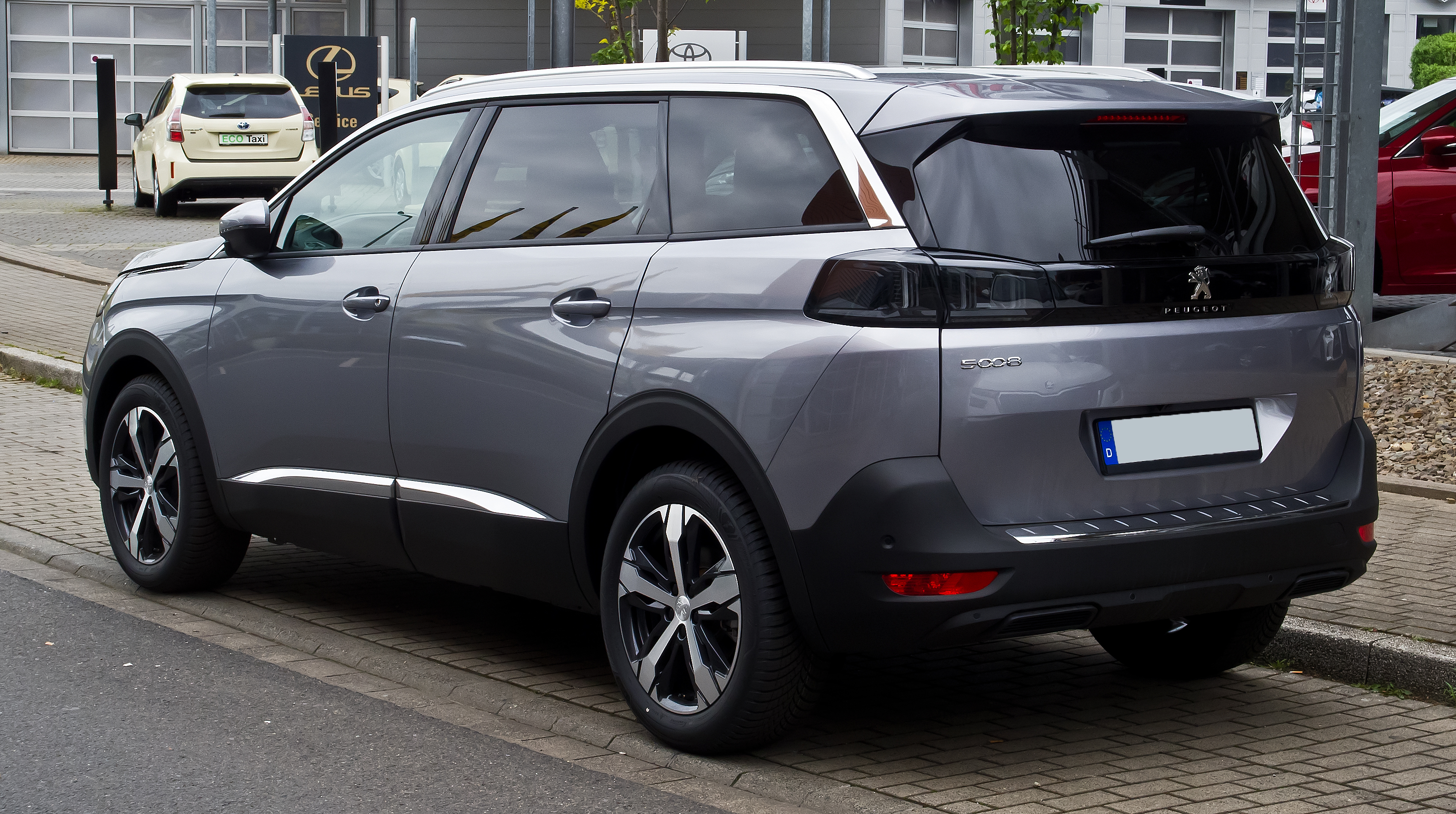
2021年改良型